# Falcon 9 Air
Il Falcon 9 Air fu un progetto di un razzo vettore aviolanciato progettato da SpaceX nel 2011-2012. Il Falcon 9 Air sarebbe stato lanciato dallo Stratolaunch della Stratolaunch Systems, il più grande aeromobile al mondo per apertura alare. Era stimato di poter portare in questo modo 6.100 kg di carico utile verso l'orbita terrestre bassa.
Era pianificato l'uso di quattro motori Merlin 1D, usati anche sul Falcon 9 v1.1 dal 2014. Il primo volo di questo lanciatore sarebbe avvenuto nel 2016.
Lo sviluppo si arrestò nel 2012 quando la SpaceX e la Stratolaunch decisero di concludere la collaborazione per via di divergenze sulla progettazione del razzo.

## Storia
Nel 2011 Stratolaunch System annunciò che avrebbe collaborato con SpaceX per sviluppare un vettore multistadio aviolanciato, derivato dalla tecnologia del Falcon 9, chiamato Falcon 9 Air, parte del progetto Stratolaunch. Inizialmente concepito con la SpaceX, il Falcon 9 Air (F9A), avrebbe portato fino a 6.100 kg in orbita terrestre bassa; e una volta certificato come un sistema affidabile fu annunciata la possibilità di una versione per il trasporto di equipaggi. L'aeromobile avrebbe potuto decollare da piste lunghe almeno 3.700 m mentre il F9A sarebbe stato sganciato 2.200 km dall'aeroporto, ad un'altitudine di 9.100 m.
Un mese dopo l'annuncio Stratolaunch annunciò che il primo stadio avrebbe avuto solo quattro motori Merlin 1D, non cinque come mostrato in un video dimostrativo pubblicato in dicembre.
Come annunciato inizialmente, Stratolaunch Systems sarebbe stato un progetto collaborativo che avrebbe incluso tra i subcontrattori SpaceX, Scaled Composites e Dynetics, con fondi forniti dalla compagnia del cofondatore di Microsoft Paul G. Allen, la Vulcan Inc. Stratolaunch cominciò a costruire una piattaforma di lancio costituita da tre componenti principali: un aeromobile da trasporto (concepito da Burt Rutan, ma progettato e realizzato dalla Scaled Composites); un lanciatore progettato e realizzato da SpaceX; e un sistema di integrazione che permetta all'aeromobile di trasportare e rilasciare il vettore, costruito dalla Dynetics, una compagnia di Huntsville, Alabama. L'intero sistema sarebbe stato l'aereo più grande mai costruito; il primo volo di prova era programmato per il 2015 dall'aeroporto della Scaled situato nel deserto del Mojave, in California; mentre il primo lancio vero e proprio non sarebbe avvenuto prima del 2016 ai ritmi con cui il progetto stava procedendo.
Con l'avanzare del programma divenne chiaro che la Scaled e la Dynetics volevano delle modifiche nella forma del veicolo di SpaceX per renderlo più aerodinamico, la compagnia però non le reputò adatte per la propria strategia di crescita.
Il 27 Novembre 2012 Stratolaunch annunciò che il posto di SpaceX sarebbe stato preso dalla Orbital Sciences Corporation; segnando la fine del Falcon 9 Air.